# Sala de las Lágrimas
La Sala de las Lágrimas (en italiano: Stanza delle Lacrime), también llamada la Sala del Llanto (en italiano: en italiano: Stanza del Pianto), es una pequeña antesala dentro de la Capilla Sixtina en la Ciudad del Vaticano, donde un papa recién elegido se viste con su sotana papal por primera vez.

## Capilla Sixtina
La Sala de las Lágrimas recibe su nombre como referencia a las lágrimas que han derramado los papas recién elegidos en su interior. Según el padre Christopher Whitehead, el nombre de la sala se explica porque «el pobre hombre obviamente se derrumba al ser elegido». También se le conoce como la Sala del Llanto.
La sala está situada en la Ciudad del Vaticano, a la izquierda del altar de la Capilla Sixtina, y contiene tres tamaños diferentes de trajes papales (grande, mediano y pequeño), para que el nuevo pontífice elija y se vista inicialmente. Estas vestimentas son confeccionadas tradicionalmente por sastres de Gammarelli, el sastre papal oficial. También contiene siete cajas de zapatos blancas apiladas, que se supone contienen varios tamaños de los zapatos papales. Además, la sala conserva albas, casullas y capas pluviales usadas por varios papas a lo largo de los años, incluida la capa pluvial del papa Pío VI y la estola del papa Pío VII.

## Historia
Se dice que el papa León XIII lloró en el momento de su elección en 1878. Después de que el cónclave de 1958 eligiera al papa Juan XXIII, se miró en el espejo, vistiendo la sotana papal. Debido a su gran complexión, dicha vestimenta no le quedaba bien al pontífice, lo que le llevó a comentar en broma que «¡Este hombre será un desastre en la televisión!». Se dice que, después del cónclave papal de 2005, el papa Benedicto XVI entró en la sala con aspecto molesto, pero salió de mejor humor.

## En otros medios
- La habitación hace una aparición en la película de 1968 Las sandalias del pescador.
- La habitación aparece en la película de 2019 Los dos papas, que representa un momento ficticio en el que el papa Benedicto XVI y el papa Francisco comparten una pizza y beben Fanta.[10]
- La habitación se menciona en la temporada 1 de American Horror Story como una habitación donde se le revela al papa algún tipo de secreto relacionado con el anticristo.
- La habitación hace una aparición en la película Cónclave de 2024.